# جيف مور (لاعب كرة قدم)
جيف مور (بالإنجليزية: Jeff Moore)‏ هو لاعب كرة قدم أمريكي في مركز الوسط، ولد في 15 يناير 1980 في Gloucester Township, New Jersey ‏ في الولايات المتحدة. لعب مع نيويورك ريد بولز.

## وصلات خارجية
- جيف مور (لاعب كرة قدم) على موقع الدوري الأمريكي (الإنجليزية)
- جيف مور (لاعب كرة قدم) على موقع قاعدة بيانات كرة القدم.إي يو (الإنجليزية)